# V1101 Геркулеса
V1101 Геркулеса (лат. V1101 Herculis) — тройная звезда в созвездии Геркулеса на расстоянии приблизительно 1449 световых лет (около 444 парсек) от Солнца. Видимая звёздная величина звезды — от +12,52m до +11,92m.
Пара первого и второго компонентов — двойная затменная переменная звезда типа W Большой Медведицы (EW). Орбитальный период — около 0,3827 суток (9,1837 часа).
Открыта проектом ROTSE-1 в 2000 году*.

## Характеристики
Первый компонент — жёлто-белая звезда спектрального класса G0*, или F7. Масса — около 1,05 солнечной, радиус — около 1,34 солнечного, светимость — около 2,268 солнечной. Эффективная температура — около 5920 K.
Второй компонент — жёлтый карлик спектрального класса G. Масса — около 0,84 солнечной*. Эффективная температура — около 5690 K.
Третий компонент — красный карлик спектрального класса M6-M7*.  Масса — не менее 0,128 солнечной*. Орбитальный период — около 13,9 года.